# Lone Star Motor Truck and Tractor Association

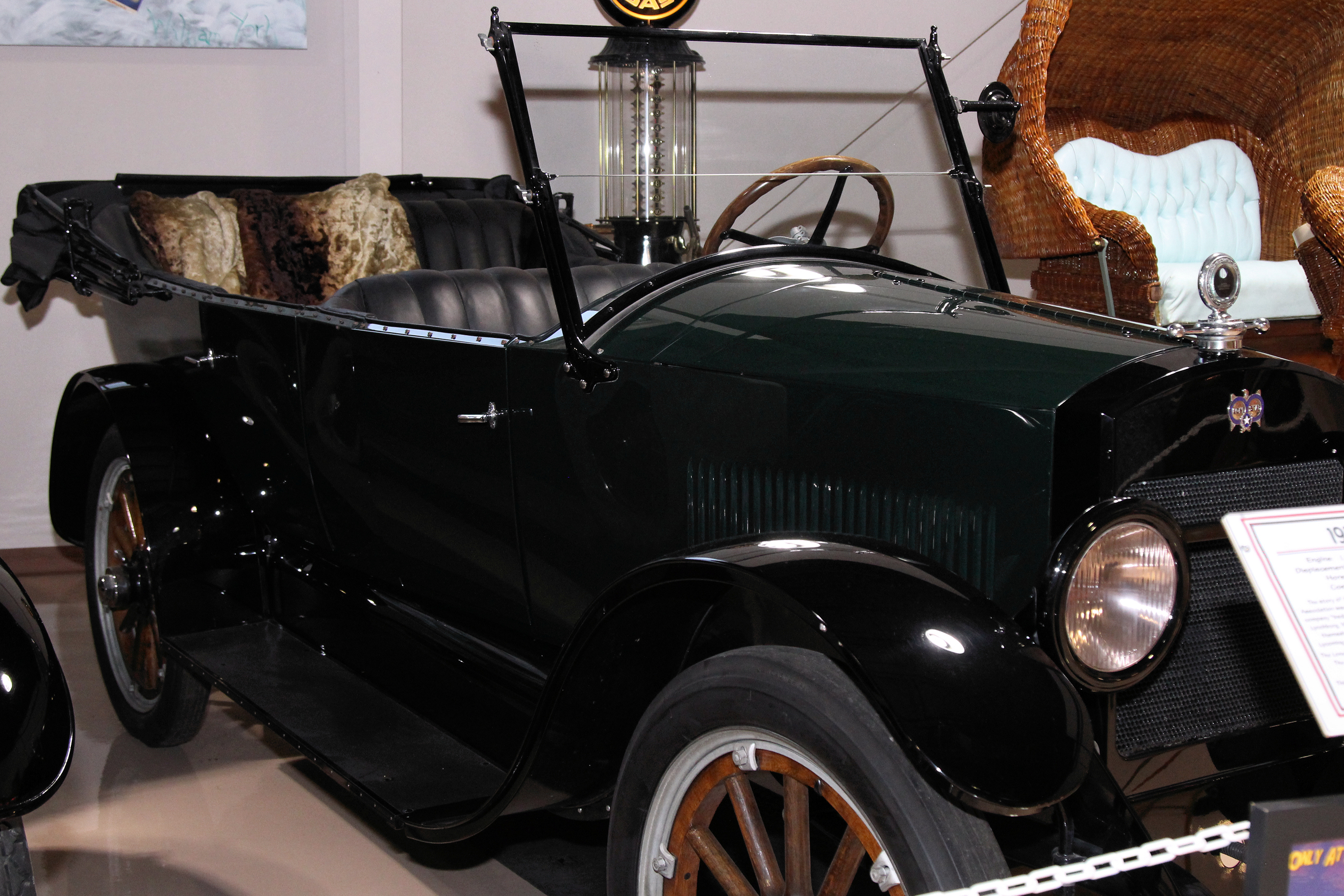
Lone Star

Lone Star Motor Truck and Tractor Association war ein US-amerikanischer Hersteller von Automobilen.

## Unternehmensgeschichte
Das Unternehmen wurde 1919 in San Antonio in Texas gegründet. Im gleichen Jahr begann die Produktion von Automobilen bei der Piedmont Motor Car Company in Lynchburg in Virginia. Der Markenname lautete Lone Star. Später gab es ein eigenes Werk in San Antonio. Außerdem entstanden Lastkraftwagen und Traktoren. Die Fahrzeuge wurden auch nach Mexiko exportiert. 1922 endete die Produktion.

## Fahrzeuge
Von 1919 bis 1921 standen zwei Personenkraftwagen zur Auswahl. Der Beauty Four hatte einen Vierzylindermotor von Lycoming mit 35 PS Leistung. Das Fahrgestell hatte 295 cm Radstand. Der Aufbau war ein offener Tourenwagen mit fünf Sitzen. Der Beauty Six hatte dagegen einen Sechszylindermotor von der Continental Motors Company mit 57 PS Leistung. Der Radstand war mit 310 cm etwas länger. Auch dieses Modell war als fünfsitziger Tourenwagen karosseriert.
1922 entfiel das Sechszylindermodell. Das Vierzylindermodell wurde nun Model 4-35 genannt. Motordaten, Radstand und Aufbau änderten sich nicht.
Eine andere Quelle nennt zusätzlich eine Limousine.
Ein Pick-up war sowohl mit dem Lycoming-Vierzylindermotor als auch mit einem Sechszylindermotor von Herschell-Spillman erhältlich.

## Modellübersicht
| Jahr      | Modell      | Zylinder | Leistung (PS) | Radstand (cm) | Aufbau               |
| --------- | ----------- | -------- | ------------- | ------------- | -------------------- |
| 1919–1921 | Beauty Four | 4        | 35            | 295           | Tourenwagen 5-sitzig |
| 1919–1921 | Beauty Six  | 6        | 57            | 310           | Tourenwagen 5-sitzig |
| 1922      | Model 4-35  | 4        | 35            | 295           | Tourenwagen 5-sitzig |